# 2-й Колобовский переулок
2-й Колобо́вский переу́лок (до 1922 года — 2-й Знаменский переулок) — переулок в Центральном административном округе города Москвы. Проходит от Петровки до 3-го Колобовского переулка. Около Знаменской церкви от него ответвляется 1-й Колобовский переулок, далее эти переулки идут практически параллельно. От переулка также берёт своё начало перпендикулярный ему Большой Каретный переулок.
Нумерация домов ведётся от Петровки.

## Происхождение названия
Название дано по фамилии командира стрелецкого полка полковника Никифора Колобова.

## История

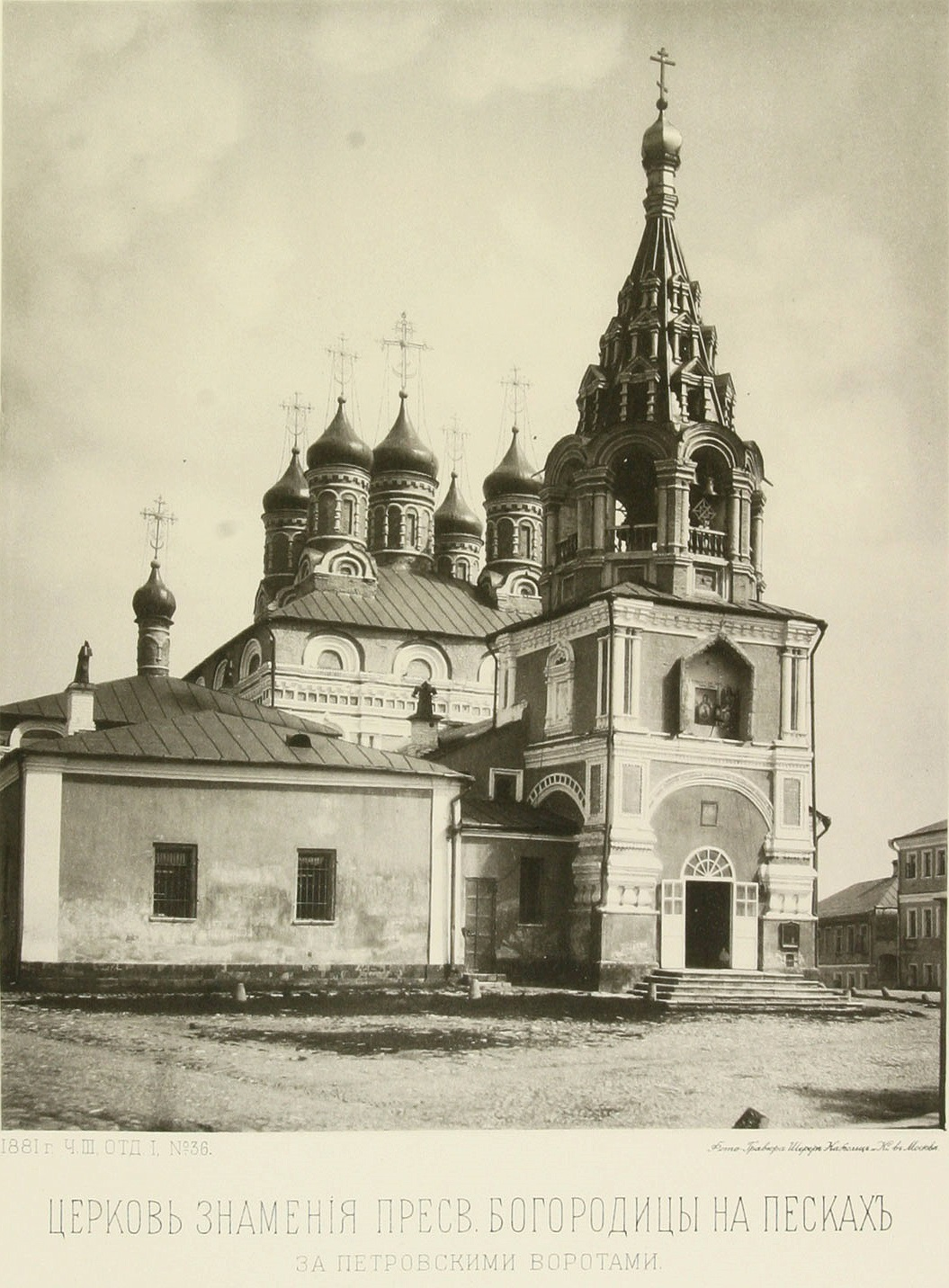
Церковь Знамения Пресвятой Богородицы на Песках за Петровскими воротами, фотография из альбома Н. А. Найдёнова, 1882.

Бывшие Знаменские, ныне Колобовские переулки сложились на месте стрелецкой слободы, где были поселены царские стрельцы. В 1676—1681 годах на собранные стрельцами полка Колобова денежные пожертвования была возведена Церковь Знамения за Петровскими воротами на Песках, посвящённая окончанию крымского похода князя Голицына.
Основная застройка переулка относится ко второй половине XIX — началу XX веков.

## Примечательные здания и сооружения

### По нечётной стороне
- № 1 — Офицерский корпус жандармских казарм (1900, архитектор А. У. Белевич).
- № 9 — доходный дом (1892, архитекторы Н. М. Ливачёв и Д. Г. Топазов).
- № 11 — доходный дом Н. А. Гаврилова (1907, архитектор П. А. Заруцкий).

### По чётной стороне
- № 2 — жилой дом. Здесь жил актёр И. В. Ильинский, в память которого на стене дома в 2008 году установлена мемориальная доска (скульптор С. А. Щербаков, архитектор А. Ю. Тихонов)[1], с супругой, актрисой Т. А. Еремеевой[2]; народная артистка РСФСР Вера Окунева[3].
- № 6 — четырёхэтажный жилой дом. В квартире 3 этого дома проживала семья «будущих» новомучеников российских миссионера Н. Ю. Варжанского и его тестя протоиерея Н. П. Любимова.
- № 1 стр. 2 (по 1-му Колобовскому переулку),  памятник архитектуры — Храм иконы Божией Матери «Знамение» (Церковь Знамения Пресвятой Богородицы на Песках за Петровскими воротами) — образец «огненных» храмов XVII века; придел св. Климента имеет вид самостоятельной пятиглавой церкви, соединённой с общей колокольней.

Существующее каменное здание построено в 1676—1681 годах, в 1754 году был пристроен придел во имя Всех Святых, в 1780 году четыре[уточнить] главы Климентовского придела были заменены на одну. Во время реставрации 1970—1980-х годов были восстановлены такие элементы первоначального облика, как главы над кокошниками и резные наличники на окнах. В киоте над входом в колокольню, вокруг некогда бывшей здесь иконы, сохранилась фреска с изображением ангелов.
Богослужения прекратились в 1930 году (здание было передано Академии наук СССР), возобновились в 1997-м.
- № 14 — жилой дом. Здесь жил архитектор, один из авторов Дома Перцовой Н. К. Жуков.

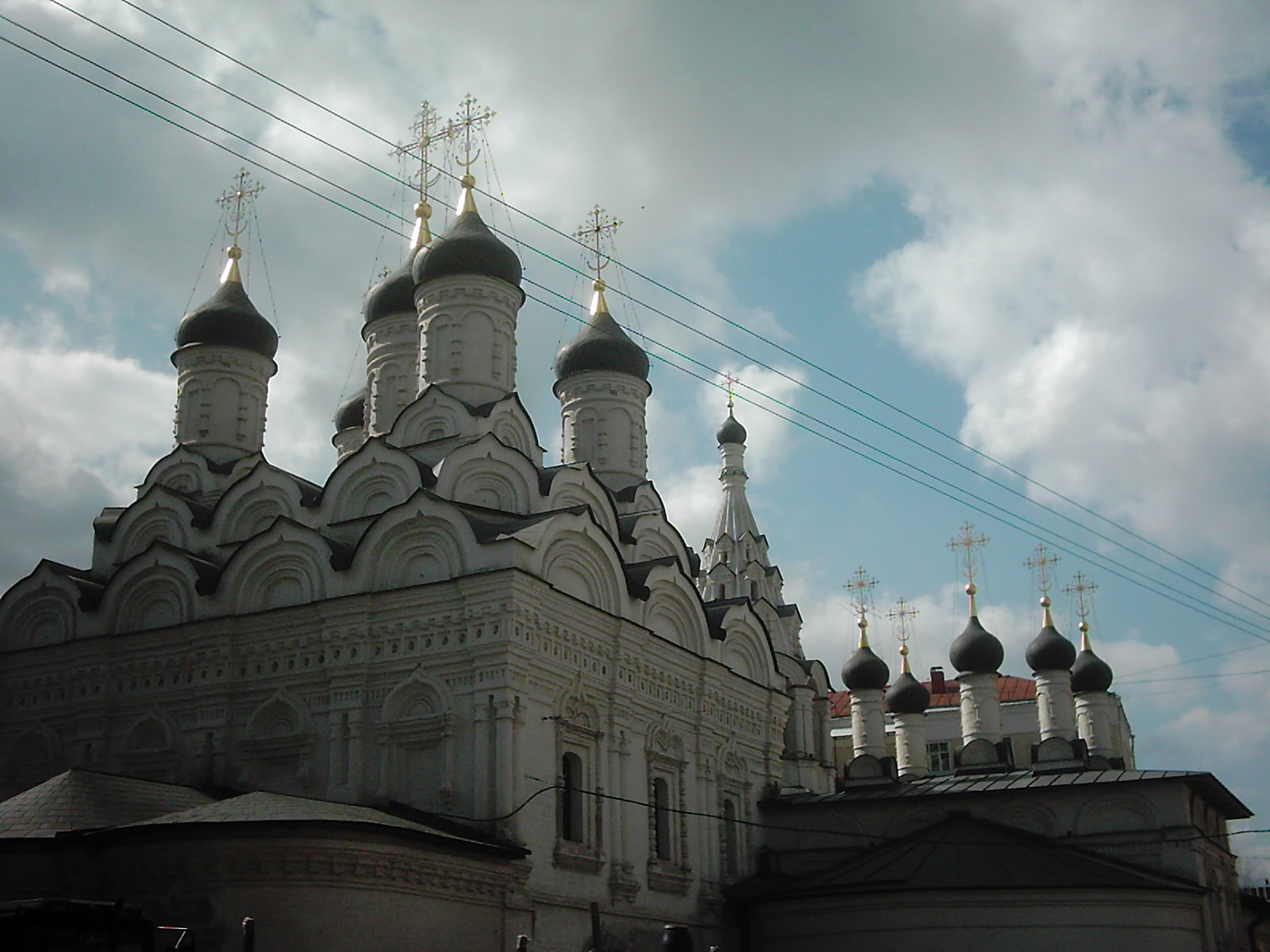
Храм иконы Божией Матери «Знамение»
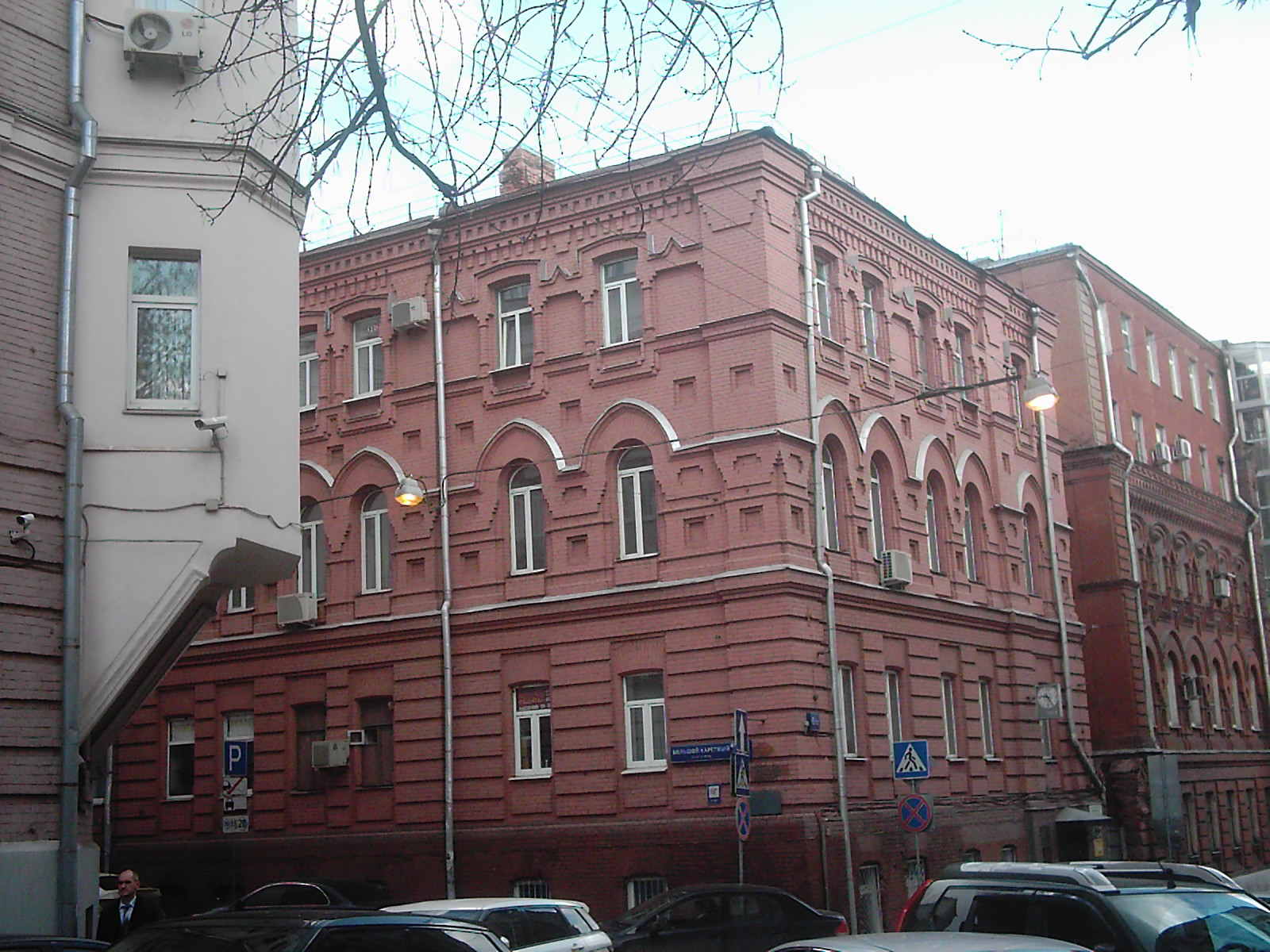
№ 2?, угол с Большим Каретным переулком
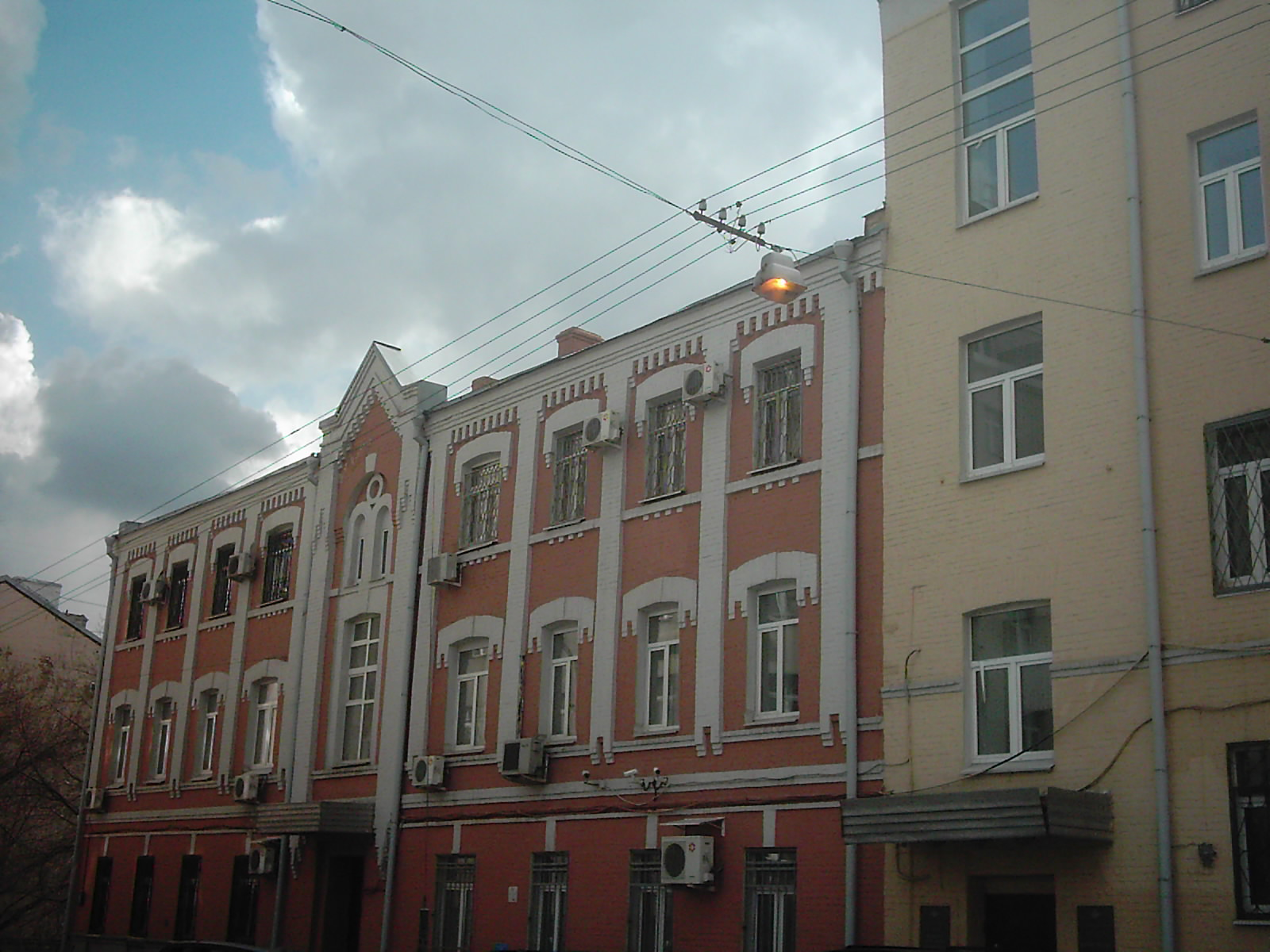
№ ?
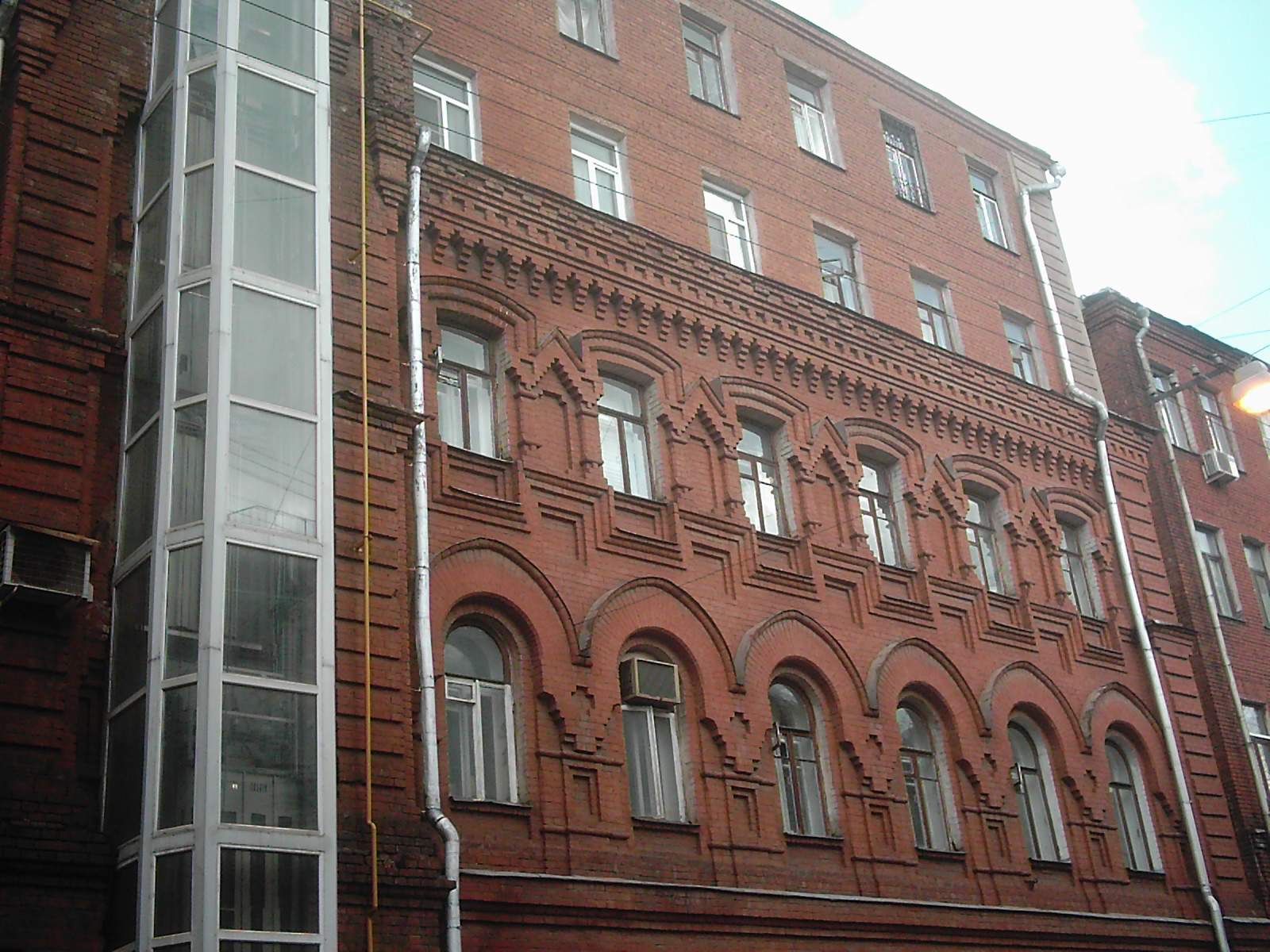
№ 9, доходный дом (1892, арх. Н.М.Ливачев и Д.Г.Топазов)

## Транспорт
- Станции метро Цветной бульвар, Трубная, Тверская, Пушкинская и Чеховская.